# 小行星4240
小行星4240（英語：4240 Grun）是一颗围绕太阳公转的小行星。1981年3月2日，舒爾特·巴斯在赛丁泉山发现了此天体。
这颗小行星的绝对星等为20.69491530006612等。